# Raszid al-Ghannuszi
Raszid al-Ghannuszi (arab. ‏راشد الغنوشي‎; ur. 22 czerwca 1941 w Al-Hammie) – tunezyjski polityk, umiarkowany działacz islamistyczny, założyciel Partii Odrodzenia, w latach 2019–2021 przewodniczący parlamentu. 

## Wczesne życie i edukacja
Urodził się 22 czerwca 1941 roku w Al-Hammie, w wilajecie Kabis. Kształcił się w Damaszku i na Sorbonie. Uzyskał wykształcenie teologiczne i agronomistyczne.

## Wczesna działalność opozycyjna

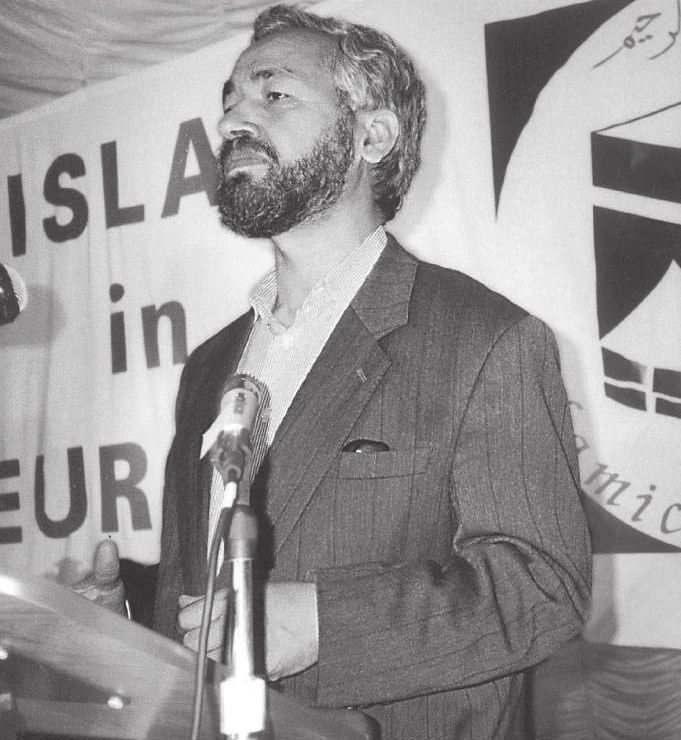
Raszid Gannuszi przemawiający na wiecu islamistycznym przed 1982 rokiem

W 1981 roku założył Ruch Orientacji Muzułmańskiej. Za swoją działalność polityczną był więziony w latach 1981–1984 i 1987–1988. Kształcił się w Damaszku i na Sorbonie. W więzieniu napisał książkę "Wolności publiczne w państwie muzułmańskim". W latach 1988–1989 jego ruch został przekształcony w partię polityczną Ruch Odrodzenia, znaną też jako Partia Odrodzenia.

## Emigracja
Początkowo Partia Odrodzenia była tolerowana przez prezydenta Tunezji Zajn al-Abidina ibn Alego, sprawującego rządy autorytarne. Gdy Partia Odrodzenia zdobyła 17% głosów w wyborach generalnych w Tunezji w 1989 roku, zarządzono delegalizację islamskiego ruchu, a jego przywódców zaczęto aresztować. W związku z tym Gannuszi udał się na emigrację najpierw do Algierii, a później do Wielkiej Brytanii.
W 1991 roku w Tunezji skazano go zaocznie na karę dożywotniego więzienia. Wyrok został powtórzony w 1999 roku.

## Powrót do Tunezji
W czasie arabskiej wiosny, w związku z trwającymi od grudnia 2010 roku w Tunezji zamieszkami antyrządowymi przeciw bezrobociu i złym warunkom życia, władze ogłosiły 14 stycznia 2011 roku wprowadzenie stanu wyjątkowego. Tego samego dnia dotychczasowy prezydent kraju Zajn al-Abidin ibn Ali, sprawujący to stanowisko od 23 lat, rozwiązał rząd i opuścił kraj, udając się do Arabii Saudyjskiej. Rząd tymczasowy wprowadził amnestię, którą objęty został między innymi Raszid al-Ghannuszi.
W styczniu 2011 roku powrócił z emigracji. Agencja Reutera doniosła, że gdy wylądował w Tunisie tysiące ludzi zgromadziło się na międzynarodowym lotnisku, żeby go powitać. Skandowano Allah Akbar! i zaintonowano hymn narodowy.
Al-Ghannuszi wrócił do czynnej polityki i pozostał przewodniczącym Partii Odrodzenia. W wyborach generalnych w 2011 roku jego partia zdobyła 37,04% głosów, zdobywając najwięcej miejsc w parlamencie, co umożliwiło jej utworzenie rządu. W 2014 roku rząd uchwalił nową konstytucję i oddał władzę bezpartyjnemu premierowi Mahdiemu Dżumie. W wyborach generalnych w 2014 roku Partia Odrodzenia zajęła drugie miejsce, ustępując ugrupowaniu Wezwanie Tunezji.
W wyborach generalnych w 2019 roku Partii Odrodzenia ponownie zyskała najwięcej miejsc w parlamencie, a 13 listopada Al-Ghannuszi został wybrany na przewodniczącego parlamentu. W czasie pełnienia przez niego urzędu, w jego partii miał miejsce rozłam. Wzywany do ustąpienia ze stanowiska przez swoje środowisko zareagował rozwiązaniem komitetu wykonawczego partii. W związku z tym 25 września z partii wystąpiło 113 działaczy, w tym były minister zdrowia Abd al-Latif al-Makki i były minister praw człowieka Samir Dilu.
25 lipca 2021 roku parlament został zawieszony decyzją prezydenta Kajsa Su’ajjida w związku protestami i zamieszkami, będącymi odpowiedzią na kryzys finansowy i słabą reakcję rządu na pandemię COVID-19. Raszid al-Ghannuszi w wywiadzie dla Agence France-Presse oskarżył prezydenta o zapędy autorytarne, nazwał jego decyzję krokiem wstecz dla Tunezji i wezwał obywateli do pokojowej walki.

## Poglądy
Deklaruje się jako zwolennik umiarkowanego islamu i otwarcie sprzeciwia się ekstremizmowi. Opowiada się za demokracją muzułmańską opartą na szurze, równouprawnieniem kobiet, gospodarką rynkową i islamem jako pełnym projektem cywilizacyjnym, różnym od chrześcijaństwa. Początkowo był zaangażowany w ruchy salafickie i opowiadał się przeciwko okcydentalizacji Tunezji.